# Chrysoteuchia gregorella
Chrysoteuchia gregorella là một loài bướm đêm trong họ Crambidae.